# Brixia Tour 2010
De Brixia Tour 2010 werd gehouden van 21 tot en met 25 juli in Italië. De wedstrijd maakte deel uit van de UCI Europe Tour 2010, onder de categorie 2.1, en werd gewonnen door Domenico Pozzovivo. Hij sloeg zijn slag in de tweede etappe.Het was de tiende editie van deze meerdaagse wielerkoers in en rondom de stad Brescia.

## Deelnemende teams
| Team Katjoesja               | Caisse d'Epargne   | Team Garmin-Transitions   | Lampre-Farnese Vini   |
| Team Sky                     | Acqua & Sapone     | Colnago-CSF Inox          | Ceramica Flaminia     |
| ISD-Neri                     | Androni Giocattoli | De Rosa-Ceramica Flaminia | Vacansoleil-DCM       |
| Meridiana-Kamen              | Miche-Guerciotti   | CDC-Cavaliere             | Kalev Chocolate-Kuota |
| Tecnofilm-Betonexpressz 2000 |                    |                           |                       |

## Etappe-overzicht
| etappe | datum   | start                | finish               | afstand  | type       | winnaar            | klassementsleider  |
| ------ | ------- | -------------------- | -------------------- | -------- | ---------- | ------------------ | ------------------ |
| 1e     | 21 juli | Palazzolo sull'Oglio | Palazzolo sull'Oglio | 16,5 km  | Vlakke rit | ISD-Neri           | Giovanni Visconti  |
| 2e     | 22 juli | Buffalora            | Lumezzane            | 160,4 km | Bergrit    | Domenico Pozzovivo | Domenico Pozzovivo |
| 3e     | 23 juli | Pisogne              | Pisogne              | 150,4 km | Vlakke rit | Christopher Sutton | Domenico Pozzovivo |
| 4e     | 24 juli | Concesio             | Manivapas            | 158,5 km | Bergrit    | Domenico Pozzovivo | Domenico Pozzovivo |
| 5e     | 25 juli | Chiari               | Orzinuovi            | 179,5 km | Vlakke rit | Roberto Ferrari    | Domenico Pozzovivo |

## Eindklassementen

### Algemeen klassement
| rang | renner             | land     | tijd        |
| ---- | ------------------ | -------- | ----------- |
| 1    | Domenico Pozzovivo | Italië   | 15h 32' 00" |
| 2    | Morris Possoni     | Italië   | + 1' 50"    |
| 3    | Daniel Martin      | Ierland  | + 2' 39"    |
| 4    | Diego Ulissi       | Italië   | + 3' 21"    |
| 5    | Bartosz Huzarski   | Polen    | + 3' 36"    |
| 6    | Marco Marzano      | Italië   | + 3' 49"    |
| 7    | Damiano Caruso     | Italië   | + 4' 27"    |
| 8    | Roeslan Pidhorny   | Oekraïne | + 4' 35"    |
| 9    | Matteo Carrara     | Italië   | + 4' 40"    |
| 10   | Riccardo Chiarini  | Italië   | + 6' 05"    |

### Puntenklassement
| rang | renner             | land      | punten |
| ---- | ------------------ | --------- | ------ |
| 1    | Domenico Pozzovivo | Italië    | 24     |
| 2    | Roberto Ferrari    | Italië    | 22     |
| 3    | Christopher Sutton | Australië | 22     |
| 4    | Morris Possoni     | Italië    | 16     |
| 5    | Manuel Belletti    | Italië    | 15     |

### Bergklassement
| rang | renner             | land       | punten |
| ---- | ------------------ | ---------- | ------ |
| 1    | Domenico Pozzovivo | Italië     | 12     |
| 2    | Laramillo Carvajal | Colombia   | 8      |
| 3    | Pasquale Muto      | Italië     | 5      |
| 4    | Martin Mortensen   | Denemarken | 4      |
| 5    | Morris Possoni     | Italië     | 4      |

2001 · 2002 · 2003 · 2004 · 2005 · 2006 · 2007 · 2008 · 2009 · 2010 · 2011